# Tunç Girgin
Tunç Girgin, né le 15 septembre 1969, à Ankara, en Turquie, est un joueur turc de basket-ball. Il évolue au poste d'ailier.